# 10.000 a.C.
10,000 BC (bra/prt: 10.000 a.C.) é um filme neozelando-estadunidense de 2008, dos gêneros drama e aventura, dirigido por Roland Emmerich, com roteiro dele e Harald Kloser.
A trama se passa entre os períodos Paleolítico e Neolítico, e descreve as jornadas de uma tribo de caçadores de mamutes. 

## Sinopse
Numa era em que o poderoso mamute vagava pelas terras da Europa, um caçador lidera um grupo através de um imenso deserto, enfrentando grandes predadores, como o tigres-de-dentes-de-sabre, para encontrar o esconderijo de outra tribo, cujo líder raptou a mulher que ele ama.

## Desenvolvimento

### Sons e efeitos visuais
Os mamutes do filme foram baseados em elefantes e fósseis de mamutes, enquanto o tigre de dentes de sabre era baseado em tigres e ligres (um híbrido de leão / tigre).
Os sons produzidos pelo tigre-dentes-de-sabre no filme são baseados na vocalização de tigres e leões.

### Escolha do elenco
Emmerich abriu audições no final de outubro de 2005. Em fevereiro de 2006, Camilla Belle e Steven Strait foram anunciados para estrelar o filme, com Strait como o caçador de mamutes e Belle como seu par romântico. Emmerich decidiu que a seleção de atores bem conhecidos distrairia a sensação realista do cenário pré-histórico. "Se assim fosse, Jake Gyllenhaal apareceu em um filme como esse, todo mundo diria 'O que é isso?'", Explicou: A seleção de atores desconhecidos também ajudou a manter um pequeno orçamento.

### Produção
Na Wondercon de 2008, Emmerich mencionou a ficção de Robert E. Howard como principal influência para o cenário do filme, bem como seu amor pelo filme A Guerra do Fogo e pelo livro Fingerprints of the Gods.
O diretor Roland Emmerich e o compositor Harald Kloser escreveram originalmente um roteiro para 10.000 B. C. Quando o projeto recebeu o sinal verde da Columbia Pictures, o roteirista John Orloff começou a trabalhar em um novo rascunho do roteiro original. A Columbia Pictures, da Sony Pictures Entertainment, abandonou o projeto devido a um calendário de lançamentos movimentado, e a Warner Bros. pegou o projeto deixado pela Sony. O roteiro passou por uma segunda revisão com Matthew Sand e uma revisão final com Robert Rodat.
A produção começou no início de 2006 na África do Sul e Namíbia. As filmagens do local também ocorreram no sul da Nova Zelândia e na Tailândia. Antes do início das filmagens, a produção havia passado dezoito meses em pesquisa e desenvolvimento de imagens geradas por computador. Duas empresas recriaram animais pré-históricos. Para reduzir o tempo (levava dezesseis horas para renderizar um único quadro), 50% do pslo dos modelos CGI foi removido, pois "o resultado era metade do pelo parecido com o mesmo" para o diretor.

### Linguagem
Emmerich rejeitou fazer o filme em um idioma antigo (semelhante a A Paixão de Cristo ou Apocalypto), decidindo que não seria tão emocionalmente envolvente. 
O coach de dialeto Brendan Gunn foi contratado por Emmerich e Kloser para criar "meia dúzia" de idiomas para o filme. Gunn afirmou que colaborou informalmente com Steven Strait para improvisar como seriam os idiomas.

## Equívocos históricos
A história deveria ocorrer no final do Pleistoceno, mas deve ter lugar no Dryas recente, de acordo com  bases na história. No entanto, é um Pleistoceno fictício, de acordo com a admissão do próprio Kloser: "Nem Roland nem eu jamais imaginamos que o filme poderia ser um documentário". Assim, o filme apresenta muitos anacronismos e outras falsidades históricas.
| “ | Não temos fontes escritas sobre os povos da Europa durante a Era do gelo, então os nomes dos personagens principais como Tic'Tic, Evolet ou Ka'Ren são produtos puros da imaginação. Quanto ao nome D'leh, é simplesmente um anagrama da palavra alemã Held (herói). | ” |

A evocação dos egípcios também não é fiel à realidade histórica, embora essa civilização não seja citada como tal no filme. Os pseudo-egípcios do filme, que poderiam facilmente evocar a mítica civilização atlante, construíram altas pirâmides levando em consideração a constelação de Órion: o faraó mencionado pode ser comparado a Quéops. No entanto, com base nessa hipótese, a pirâmide de Quéops foi construída apenas entre 2551 e 2472 a.C., aproximadamente e de modo algum em 10.000 a.C.
Os mamutes desapareceram apenas durante a última Era do Gelo, como o filme não mostra, eles são representados lá, no entanto, apenas com um tamanho muito grande (aproximadamente 6 m) e assustados com a homem em um grupo de caça. Havia espécies gigantescas, como o mamute-imperial e o mamute da América do Norte, mas o mamute comum era pouco maior que o atual elefante-asiático, com uma altura na cernelha de apenas 3,50 m. Não há evidências concretas de que os mamutes tenham vivido no vale do Nilo ou que tenham sido domesticados; no entanto, há uma suposta representação de mamutes em uma tumba egípcia.
O milho é uma espécie importada da América pelos europeus no século XVI, mas no final do filme, os homens cultivam essa planta. A horda belicosa monta cavalos aproveitados. A domesticação do cavalo data apenas de 7000 a.C. (3000 anos depois) na Península arábica, mas possivelmente 2.000 anos antes dos eventos relatados (ou 12000 a.C.), tornando plausível a ascensão dos cavaleiros para 1600 a.C., pelos assírios, mas o sistema de guia (rédeas e bocados) e sela não foi comprovado antes da Antiguidade, o cavalo sendo apenas uma fonte de carne ou pele.

## Temáticas

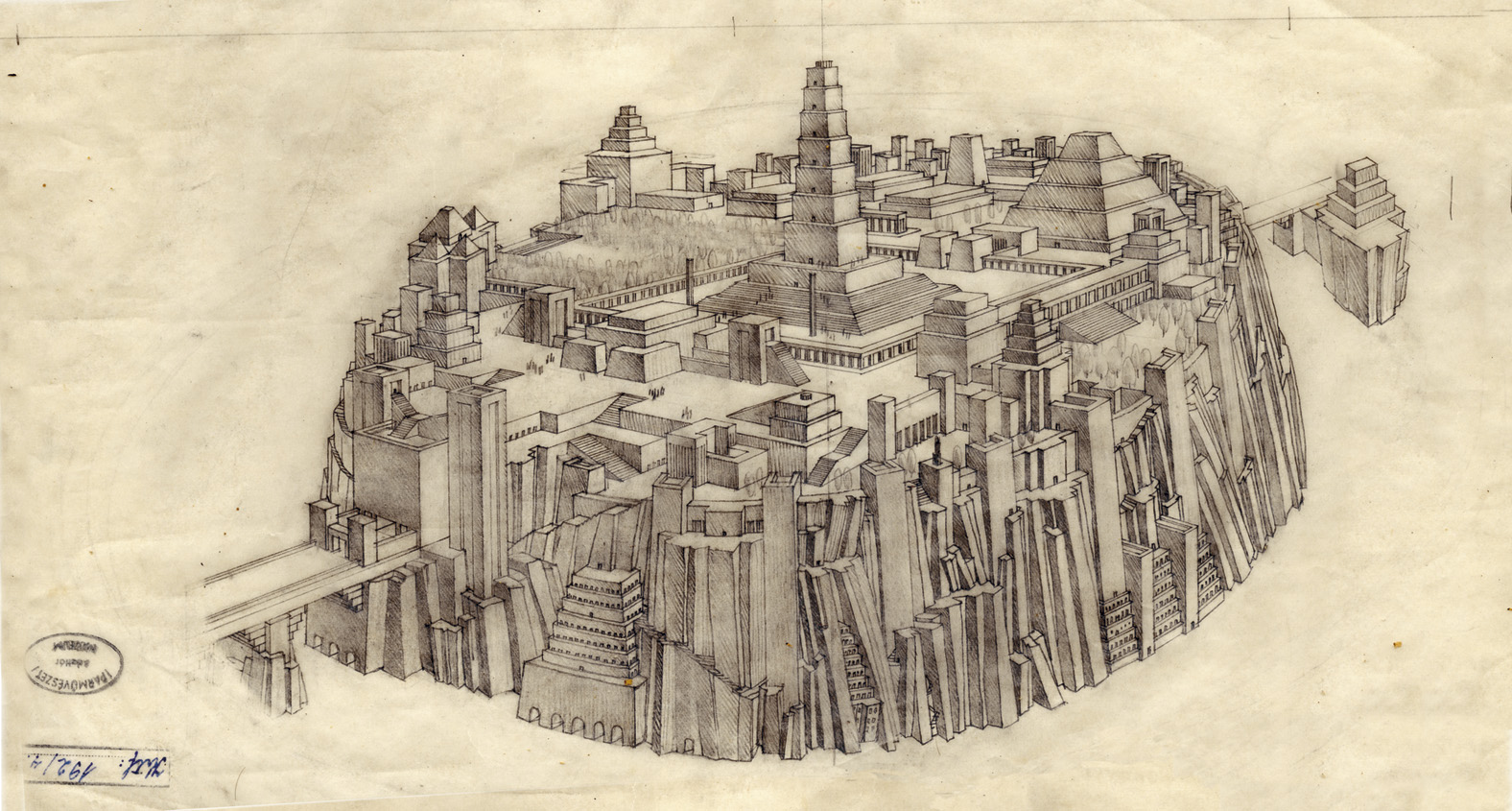
O autointitulado "Todo-Poderoso" pode ter vindo do continente hipotético de Atlântida.

O filme é inspirado nas teorias do jornalista britânico Graham Hancock, desenvolvidas em seu ensaio Fingerprint of God. Segundo esse autor, uma civilização de alto nível científico e cultural teria sido destruída milhares de anos antes da construção das pirâmides do Egito.
No filme, essa civilização seria Atlântida. Este continente também é evocado no filme quando um escravo diz que seus deuses chegaram pelas estrelas ou pelas águas, depois que suas terras foram tragadas pelas águas. O filme também se refere às pirâmides do Egito, em particular a grande pirâmide de Quéops, em Gizé, mas também à Esfinge ou ao mistério da constelação de Órion, cujo desenho é retomado pelas cicatrizes de Evolet.
Encontramos o tema do deus místico que escraviza os povos do deserto em Stargate, outro filme de Roland Emmerich. Stargate se baseia na teoria dos astronautas antigos, que acredita que essas civilizações da Antiguidade se desenvolveram por causa de alienígenas, a teoria se popularizou com o livro Eram os Deuses Astronautas? de Erich von Däniken.

## Recepção
Com um orçamento de 105 milhões de dólares, o filme arrecadou US$269.784.201 mundialmente em bilheterias. Foi recebido de forma negativa pela crítica especializada, obtendo uma média de 8% de aprovação no Rotten Tomatoes, que se baseou em 142 resenhas.